# Chelo Alvarez-Stehle
Chelo Álvarez-Stehle (Logroño, La Rioja, 1957) es una periodista, cineasta, documentalista internacional y traductora profesional española. Su trabajo se centra en los derechos humanos y de la mujer, en concreto en la violencia sexual, la trata y la migración. Fue colaboradora de El Mundo en Tokio y en Los Ángeles y su trabajo ha sido publicado en The Malibu Times, Geo, El País, Documentary y The Guardian.
Como cineasta se le conoce por su largometraje Arenas de Silencio: Olas de Valor (Sands of Silence: Waves of Courage) que ha sido galardonado como Mejor Documental en los premios de periodismo 59th Southern California Journalism Awards del Los Angeles Press Club, nominado como Mejor Documental en los 32nd Imagen Awards y ganador del primer premio y biznaga de plata en el Festival de Málaga.
Premio a la Igualdad "Teresa León Goyri - Ciudad de Logroño" 2022 destacando la trayectoria vital y profesional de la periodista, escritora, cineasta y activista en defensa de los derechos de las mujeres y, especialmente, su lucha contra la violencia sexual y la trata. El premio lleva el nombre de la escritora logroñesa de la generación del 27, María Teresa León Goyri, política, escritora y activista, y una de Las Sinsombrero de la Generación del 27, como homenaje y reconocimiento a su compromiso social y su obra literaria.
"Premio 2022 Derechos Humanos" otorgado por el Observatorio de Derechos Humanos del Gobierno de La Rioja por su trayectoria vital y profesional como periodista, escritora, cineasta y activista en defensa de los derechos humanos y los derechos de las mujeres; por la proyección nacional e internacional de su lucha contra el racismo, la violencia sexual y la trata; y por su labor continuada para contribuir a garantizar los derechos humanos desde la cultura y el periodismo. Destacan sus reportajes sobre el tráfico infantil de Nepal a India para la revista Planeta Humano en la película documental 'Niñas de Hojalata' o por el largometraje documental 'Arenas de Silencio'.

## Biografía
Hija de Consuelo González Oñate, licenciada en Filosofía y Letras, y Domingo Álvarez Ruiz de Viñaspre, cirujano y senador. Hace el Bachillerato en el Colegio de la Compañía de María (La Enseñanza) de Logroño. En el 2020, se casa con Mark Stehle, economista, su compañero en la producción de cine e hijo de la pintora Evelyn Stehle y del físico teórico Philip Stehle. Mark fallece en abril de 2023. La hija de ambos, Sangita Stehle, es estudiante de neurociencias.

## Trayectoria
Cursa tres años de Medicina en la Universidad de Navarra (1974-1977) y uno en la Universidad de Zaragoza  (1977-1978).
Tras dejar la carrera de medicina Álvarez-Stehle empieza a trabajar mientras estudia marketing internacional. En 1990 trabaja en Madrid como ejecutiva para Trading Hispania, una empresa que promociona cultura, moda y productos españoles en Japón.
En 1991 participa en el Executive Training Programme in Japan de la Comunidad Económica Europea y del Keidanren, la federación de empresarios japonesa, la única mujer entre los 41 ejecutivos europeos seleccionados. Como parte del programa, Chelo estudia Comunicación Intercultural en la Universidad Sofía de Tokio y realiza sus periodos de formación en Asahi Advertisement y en la cadena pública de televisión NHK. Al término de los cuales, en 1992, NHK Enterprises la contrata para hacer documentales sobre España.
En 1993 acepta lanzar y dirigir International Press en Español, el primer semanario en lengua castellana en el archipiélago. En 1994 empieza a trabajar para el diario El Mundo en Tokio.
En 1995 se traslada a California, donde continúa colaborando con El Mundo y con revistas españolas como GEO y Planeta Humano, entre otras, especializándose en temas de derechos humanos y de la mujer. Su pasión por la justicia social le llevó a trasladar sus denuncias al género audiovisual del documental.
En el 2002 estudia producción de documentales en la UCLA Extension y recibe una beca de la SGAE-Fundación Autor para estudiar en la Escuela Internacional de Cine y Televisión en Cuba, donde codirigió “Wisdom in Smoke” (Saber a Tabaco), un corto documental sobre la agonizante tradición del “lector de tabaquería” de las fábricas de cigarros puros.
En el 2003, Canal+ España y Sogecable convierte su reportaje sobre la trata infantil en el Himalaya publicado por la revista Planeta Humano en el largometraje documental “Niñas de Hojalata”, dirigido por Miguel Bardem, en el que Álvarez-Stehle trabaja como entrevistadora, guionista y asistente de dirección. Al terminar el rodaje, Chelo Alvarez-Stehle y el productor José Bustos, con el apoyo de la ONG HimRights crearon el Proyecto Masala, un taller de especias y granja animal que daba trabajo a supervivientes de trata y abrió las puertas a mujeres que practicaban la prostitución y buscaban una salida. La profesora de derecho internacional privado Ángeles Lara Aguado de la Universidad de Granada realizó un análisis del documental "Niñas de Hojalata" en su libro “Persona, tolerancia y libertad a través del cine”.
Álvarez-Stehle produce y realiza varios cortos documentales, entre otros, “Sold in America: A Modern-Day Tale of Sex Slavery” (De venta en USA: Un cuento moderno de esclavitud sexual, 2009) un corto documental sobre la trata que se estrenó en 2009 en el Montreal Human Rights Film Festival y el Festival de Derechos Humanos de Buenos Aires.
En 2016, Álvarez-Stehle produce con el director Tim Nackashi el corto documental Through the Wall (A través del muro), sobre una familia dividida por la frontera EE. UU./México. El corto fue selección oficial en DOC NYC y fue portada del diario The Guardian. Recibió el premio Mejor Serie Web en los 2016 Imagen Awards en Hollywood y fue adquirido por la cadena pública de televisión estadounidense Latino Public Broadcasting para PBS Digital Studios.
Su primer largometraje documental, Arenas de Silencio: Olas de Valor (Sands of Silence: Waves of Courage, 2016) sobre la violencia sexual, la trata y el abuso del clero, ha recibido numerosos galardones a ambos lados del Atlántico, entre otros, Mejor Documental y Premio del Público en el Malibu International Film Festival, Mejor Largometraje Documental en los premios de periodismo 59th Southern California Journalism Awards del Los Angeles Press Club y la nominación a Mejor Largometraje Documental en los 31st. Imagen Awards en Hollywood.
Entre los personajes célebres entrevistados por Álvarez-Stehle se encuentran, en Tokio, el Premio Nobel de Literatura Kenzaburo Oe y el arquitecto Shigeru Ban; en Los Ángeles, el astronauta Buzz  Aldrin, los arquitectos ganadores del Pritzker Richard Meier y Rafael Moneo y el dramaturgo Rafael Buñuel; en Colorado, el físico Amory Lovins; en San Diego, Deepak Chopra.
Álvarez-Stehle ha investigado la pena de muerte en EE. UU. en varios reportajes. De los reos que entrevistó, dos fueron posteriormente ejecutados por la justicia estadounidense: Stanley “Tookie” Williams en la penitenciaría de San Quentin en San Francisco, y Philip Workman en la Institución de Máxima Seguridad en Nashville, Tennessee. De los cinco reos que entrevistó en Riverbend, uno, Ndume Olatushami (Erskine Leroy Johnson), fue puesto en libertad gracias a la prueba del ADN, y otros tres, Richard Houston, Terry King y Derrick Quintero siguen en el corredor de la muerte.
En julio de 2017, la directora Álvarez-Stehle fue invitada a presentar Arenas de Silencio en el Foro Político de Alto Nivel sobre el Desarrollo Sostenible en la Organización de las Naciones Unidas en Nueva York en un evento organizado por Equality Now, ONU Mujeres y la Misión Permanente de España en las Naciones Unidas.
Con ocasión del Día Internacional de la Eliminación de la Violencia de Género contra la Mujer de 2017 el Grupo de la Alianza Progresista de Socialistas y Demócratas (S&D) y el PES Women (Party of European Socialists) invitaron a la  directora a presentar la película en el Parlamento Europeo.
El mismo día 25 de noviembre de 2017, con ocasión de dicho Día Internacional, RTVE emitió Arenas de Silencio en el programa La noche temática.
En el 2018, el Los Angeles Press Club organizó una presentación y debate de Arenas de Silencio moderado por la periodista Patt Morrison del The Los Angeles Times.
En 2021, la editorial sudafricana Quinton van der Burgh Media, publica el libro de retratos 100 Making A Difference, iniciativa del fotógrafo de Hollywood John Russo, que presenta a cien personas y organizaciones que lideran proyectos sociales, desde celebridades como George Clooney, a activistas como Malala Yousafzai, e incluye entre ellos a Chelo Alvarez-Stehle y a Virginia Isaías, protagonista del documental Arenas de Silencio y fundadora de la Fundación de Sobrevivientes de Tráfico Humano.
En 2022, el libro Las semillas de Atenea - Historias de Mujeres Brillantes 2, publicado por la Concejalía de Igualdad del Ayuntamiento de Logroño, dedica un capítulo, escrito por Pío García Tricio y con ilustraciones de Andrea Acedo Bueno, al trabajo de Chelo Alvarez-Stehle como documentalista centrado en su documental Arenas de Silencio.
En la actualidad trabaja en un proyecto de libro documental para rescatar la figura de la periodista catalana Montse Watkins, una iniciativa impulsada por la investigadora Elena Gallego Andrada: "Montse Watkins: Cuentos de Kamakura».

## Obras publicadas

### Cine
- Green SuperHeroes 2030 (2024) [largometraje documental] Un grupo de niños ecologistas cambiando el mundo. Producido por Los Angeles Barea y Chelo Alvarez-Stehle. España: Los Angeles Barea.
- Montse Watkins: Cuentos de Kamakura.[58] Proyecto documental que rescata la figura de Montse Watkins.[59] En desarrollo por Chelo Álvarez-Stehle. España: Chelo Álvarez-Stehle.[60]
- Arenas de Silencio: Olas de Valor (Sands of Silence: Waves of Courage, 2016) [largometraje documental]. Producido/Realizado/Escrito por C. Álvarez-Stehle. EE. UU./España: Chelo Álvarez-Stehle, productora/directora/guionista.[61]
- Through the Wall (A través del muro, 2016) [corto documental] sobre una familia dividida por la frontera EE. UU./México. Producido por Chelo Álvarez-Stehle y Tim  Nackashi. Estados Unidos: Tim Nackashi.[62]
- An Intimate Look at Occupy LA (2011). [corto documental] Producido/Realizado por C. Álvarez-Stehle. Estados Unidos: Chelo Álvarez-Stehle. The Huffington Post.[63]
- Sold in America: A Modern-day Tale of Sex Slavery [64] (De Venta en USA: Un cuento de esclavitud moderna, 2009). [corto documental] Producido por C. Álvarez-Stehle y C.  Lutz. Estados Unidos: Chelo Álvarez-Stehle.[65]
- Saber a tabaco (Wisdom in Smoke, 2006) [corto documental] sobre la figura agonizante del lector de tabaquería. Producido por EICTV. Cuba: Chelo Álvarez-Stehle et al.
- La fuerza de 2 (The Power of 2, 2006) [corto documental] Un grupo de cubanos en busca de paz interior. Producido por innerLENS Productions. Distribuido por Visions International. USA: Chelo Álvarez-Stehle.
- Niñas de Hojalata (2003). [largometraje documental] Trata infantil en el Himalaya. Producido por: Canal +, Sogecable. España: Miguel Bardem. Álvarez-Stehle condujo las entrevistas y fue asistente de dirección y consultora.[66]

### Nuevos Medios
- SOS_SLAVES: Changing the Trafficking Game (SOS_Esclavitud: Cambiando el juego del tráfico sexual). Proyecto de videojuego de impacto social. Presentado en la conferencia Games for Change Demo Spotlight, celebrada en el Skirball Center de New York, y en la EE5 - 5 th International Education Entertainment Conference en Nueva Delhi, India.[67][68]

### Libros
- Álvarez-Stehle, C. (2022). Ser tan blanca - Yoknapatawpha. En: Álvarez-Stehle, C. et al, Regiones Imaginarias: En busca de los lugares míticos de la literatura. España: Ediciones Menguantes, 1a. ed., pp. 17-37. ISBN 978-84-124339-2-0.[69]
- Álvarez-Stehle, C. (2017). Sands of Silence: Waves of Courage. En: J. González-Esteban y C. López-Rico, ed., Periodismo, Derechos Humanos, Migración y Fronteras: Vigencia y Legado de Ryszard Kapuscinski, 1st ed. [online] Murcia, España: Universidad Miguel Hernández de Elche. Diego Marín Librero, pp.141-172. ISBN 978-84-17306-21-2[70]

- Álvarez, C. (2006). Montse desde quienes la conocieron. En: Tras los pasos de Montse Watkins Autor: Fernando C. Hiriarte Tirone (1a. ed., pp. 47-64). Buenos Aires, Argentina: Agencia Periodística CID – Diario del Viajero®.[71]

### Traducción literaria y corrección de textos (inglés a castellano)
- Alvarez Stehle, C (2005). Memoria e Identidad: Conversaciones al filo de dos milenios (Memory and Identity: Conversations at the Dawn of a Millennium). Papa Juan  Pablo II, Rizzoli. Corrección de estilo. ISBN 9780847827770
- Alvarez Stehle, C. (2002). Guía de las Colecciones del Museo de Arte de Filadelfia (Philadelphia Museum of Art Handbook), 1 st ed. Philadelphia: Philadelphia Museum of Art. Corrección de estilo. ISBN 0-87633-158-4
- Alvarez, C. (1995). Y si... (If…) Perry, S. (1995).  Los Angeles, Calif.: J. Paul Getty Museum. Traducción. ISBN 978-0-89236-542-5
- Alvarez, C. (1995). Museo J. Paul Getty: Guía de las Colecciones (Handbook of the Collections). (1995). Corrección de estilo. 1 st ed. Malibu, Calif.: J. Paul Getty Museum.  Editing. ISBN 978-0-89236-328-5
- Álvarez González, M. (1989). Astrología y Religión en el Mundo Grecorromano (Astrology and Religion Among the Greeks and Romans), Cumont, F. Barcelona 1989:  Edicomunicación, S.A. Traducción. ISBN 8476722273 / ISBN 9788476722275
- Álvarez González, M. (1987). La nube de lo desconocido (The cloud of unknowing, 14th century, Anonymous). Barcelona 1987: Edicomunicación, S.A. Traducción. ISBN 8476721358 / ISBN 9788476721353

### Artículos publicados (selección)
- Documentary magazine (EE.UU.)

Álvarez-Stehle, C. (Los Ángeles, 4 de septiembre de 2013). “'Latino Americans' Unearths Unsung Heroes from 500 years of History”, Documentary
- El Mundo (España)

Álvarez, C. (Brisbane, 21 de febrero de 1999). "Aborígenes Australianos. La Generación Robada”, El Mundo. La Revista. Núm. 123.
Álvarez, C. (Los Ángeles, 3 de agosto de 1997). “Miedo en el cuerpo. Las bandas de adolescentes son el enemigo público número uno en Los Ángeles", El Mundo. La Revista. Núm. 94.
Álvarez, C. (Los Ángeles, 8 de diciembre de 1996). "Cortar, quemar y colgar. Racismo en Estados Unidos." El Mundo. Crónica. Año VIII, núm. 60, pág. 9
Álvarez, C. (Los Ángeles, 1 de septiembre de 1996). "California castrará a los pedófilos reincidentes”, El Mundo. Sociedad. 
Álvarez, C. (Los Ángeles, 22 de septiembre de 1996). “Cobayas humanas en Corea”. El Mundo. Crónica.
Álvarez, C. (Tokio, 4 de noviembre de 1994). "Mujeres Consuelo. La atroz historia de las “esclavas del sexo” utilizas por el ejército japonés”, 7 DIAS. El Mundo. Núm. 262 
Álvarez, C. (Tokio, 14 de octubre de 1994). "Kenzaburo Oe: El Nobel, para un hijo de Hiroshima”, Cultura. El Mundo.    Álvarez, C. (Tokio, 15 de octubre de 1994). "Kenzaburo Oe: La sabiduría humana de Sancho Panza me enamoró", Cultura. El Mundo
- El País (España)

Álvarez-Stehle, C. (Madrid, 27 de noviembre de 2017). "No nos callamos más", El País
- GEO (España)

Álvarez, C. (Los Ángeles, mayo de 2007). “Cristianos en EE.UU. A la derecha de Dios.” GEO. Núm. 244.
Álvarez, Chelo (Katmandú, mayo de 2004). "Tráfico sexual en Nepal. Niñas de usar y tirar”, GEO. Núm. 208
Álvarez, C. (Tokio, noviembre de 1996). “Tokio, el caos armonizado”, GEO. Núm. 118
- International Press en Español (Japón)

Alvarez, C. (Tokio, 19 de junio de 1994). «El pequeño príncipe japonés. Montse Watkins traduce a Kenji Miyazawa.» International Press en Español. Tokio.
Alvarez, C. (Tokio, 23 de octubre de 1994). «Kenzaburo Oe. Premio Nobel de Literatura. El escritor japonés que ahuyenta demonios.» International Press en Español. Tokio.
Alvarez, C. (Tokio, 6 de noviembre de 1994). «Mujeres consuelo.» International Press en Español. Tokio.
Alvarez, C. (Barcelona, 26 de noviembre de 2020). «Montse Watkins: La luciérnaga de la noche japonesa.» International Press en Español. Tokio.
- La Opinión (EE.UU.)

Álvarez, C. (Los Ángeles, 26 de agosto de 2003) “Esclavas sexuales en fincas de California.” La Opinión. El Estado. pág. 4 A.
Álvarez, C. (Los Ángeles, 2 de septiembre de 2003). “Menores atrapados en la pesadilla americana.” La Opinión. Portada y pp. 6A.
- Librújula (España)

Álvarez-Stehle, C. (Barcelona, 2020, enero-febrero). "Montse Watkins: La luna del Sol Naciente. (enlace roto disponible en Internet Archive; véase el historial, la primera versión y la última). Librújula, 5 (29), pp. 60–61.
- Malibu Chronicle (EE.UU.)

Álvarez-Stehle, C. (Orange County, California, 3 de diciembre de 2014). "When there is no reason to feel grateful": Sex-trafficking survivor Virginia Isaias, Malibu Chronicle.
- Planeta Humano (España)

Álvarez, C. (Calcuta/Dhaka, marzo de 2001). “El agua del diablo. Las aguas del infierno inundan el Ganges”, Planeta Humano. Núm. 25.
Álvarez, C. (Katmandú, febrero de 1999). “Tráfico de niñas. La lucha de Anu Tamang contra la prostitución en Nepal”. Planeta Humano. Núm. 12.  
Álvarez, C. (Nashville, Tennessee, diciembre de 1998). “Pena de Muerte”. Planeta Humano. Núm. 10. pp. 62.
Álvarez, C. (Malibu, California, agosto de 1998). "Fotoactivos. Once fotógrafos y un objetivo: mostrar alternativas al trabajo infantil”, Planeta Humano. Núm. 6.
- Siete Leguas (España)

Álvarez, C. (Timbu, mayo de 2000). “[El rey de Bután.] Convencido de su propia felicidad”, El Mundo. Siete Leguas. Núm. V.
- The Guardian (Reino Unido)

Lewis, P. and Álvarez-Stehle, C. (San Diego/Tijuana, 29 de marzo de 2016). "A wall apart: Divided families meet at a single, tiny spot on the US-Mexico border", The Guardian.
- The Malibu Times (EE.UU.)

Álvarez, C. (Malibu, 10 de julio de 1998). "Child Labor and the Global Village" Archivado el 10 de diciembre de 2019 en Wayback Machine., The Malibu Times.

## Premios

### Derechos Humanos
- "Premio 2022 Derechos Humanos" otorgado por el Observatorio de Derechos Humanos del Gobierno de La Rioja[10]

### Igualdad
- Premio a la Igualdad "Teresa León Goyri - Ciudad de Logroño" 2022[9]

### Periodismo
- “Arenas de Silencio. Olas de Valor". Mejor Largometraje Documental 2017 - 59th Southern California Journalism Awards del Los Angeles Press Club[72]
- “El agua del diablo: Las aguas del infierno inundan el Ganges”. (marzo de 2001). Revista Planeta Humano, España. Finalista a los premios 2002 Reuters/IUCN The World Conservation Union Award.
- “Tráfico de niñas. La lucha de Anu Tamang contra la prostitución en Nepal.” (febrero de 1999). Revista Planeta Humano. Núm. 12.  Ganador del Microproyecto de la Editorial Planeta Humano que concedió una beca de estudios a la superviviente de trata Charimaya (Anu) Tamang.

### Cine
“Arenas de Silencio. Olas de Valor” Largometraje documental
- Premio Malvinas — 2020 Festival del Cinema Latinoamericano di Trieste, Italia.[73]
- Premio Luchas y Derechos de las Mujeres – 2018 Porto Femme International Film Festival, Portugal[74]
- Premio al Mejor Documental Humanitario — 2017 TheWIFTS (Women in Film and Television Showcase) Award, West Hollywood, Estados Unidos[75]
- Premio al Mejor Largometraje Documental — 2017 59th Southern California Journalism Awards Los Angeles Press Club - 2017[76][77]
- Nominado a Mejor Documental — 2017 32nd Imagen Awards, Hollywood, Estados Unidos[78]
- Finalista único — 2107 Premio fada a la Cultura, Barcelona, España[79][80]
- Mejor Documental Internacional - Mención Honorífica – 2017 Festival Brasil de Cinema Internacional, Río de Janeiro, Brasil.[81]
- Iguana Dorada y Premio al Mejor Documental — 2017 Guayaquil International Film Festival, Ecuador[82][83]
- Premio del Público al Mejor Largometraje Documental — 2016 Awareness Film Festival, Los Ángeles, Estados Unidos.[84]
- Premio al Mejor Documental — 2016 Malibu Film Festival, California. Estados Unidos.[85]
- Premio del Público al Mejor Documental — 2016 Malibu Film Festival, California. Estados Unidos.[85]
- Primer Premio y Biznaga de Plata (Afirmando los Derechos de la Mujer) — 2016 Festival de Cine de Málaga, España.[86][87]

“Through the Wall” Cortometraje Documental
- Premio Mejor Series Web — 31st. Imagen Awards, Hollywood, Estados Unidos[88]
- Premio SIMA – 2017 Social Impact Media Awards, Los Ángeles, Estados Unidos[89]
- Premio de la Crítica — 2017 Sebastopol Documentary Film Festival, California, Estados Unidos[90]
- Premio Especial del Jurado — 2017 Oxford Film Festival, Mississipi, Estados Unidos.[91]
- Segundo Ganador — 2016 New Filmmakers from Spain, Los Ángeles, Estados Unidos